# John Debney
John Debney (Glendale, 18 augustus 1956) is een Amerikaans componist van voornamelijk filmmuziek.

## Biografie
John Debney groeide op dicht in de buurt van Hollywood. Zijn vader Louis Debney was producent bij de Disney Studios. Toen Debney zes jaar was, nam hij gitaarles en later speelde hij in diverse rockbands op de universiteit.
Na zijn studie begon hij zijn carrière bij het bedrijf van componist Mike Post. Debney componeerde begin jaren tachtig televisieseries als Fame (1985–1987), Police Academy: The Series (1988) en A Pup Named Scooby-Doo (1988–1991), maar eind jaren tachtig componeerde hij vooral speelfilms. Hij werkte samen met regisseur Robert Rodriguez aan de films Spy Kids, Spy Kids 2: Island Of Lost Dreams, Sin City en The Adventures of Sharkboy and Lavagirl.
Debney's bekendste filmmuziek werken zijn Iron Man 2, Bruce Almighty en The Passion of the Christ. Met de laatstgenoemde film ontving hij een Oscar-nominatie. Debney won drie Emmy Awards met de televisieseries The Young Riders, SeaQuest DSV en The Cape. Bij de film Iron Man 2 verscheen de soundtrack van de film in twee versies. Naast de originele filmmuziek van Debney, werd er ook een album uitgebracht met de muziek van AC/DC.

## Filmografie
- The Wid Pair (1987)
- The Further Adventures of Tennessee Buck (1988)
- Seven Hours to Judgment (1988)
- Not Since Casanova (1988)
- Jetsons: The Movie (1990)
- Gunmen (1993)
- Hocus Pocus (1993)
- White Fang 2: Myth of the White Wolf (1994)
- Little Giants (1994)
- Chameleon (1995)
- Houseguest (1995)
- Sudden Death (1995)
- Cutthroat Island (1995)
- Getting Away with Murder (1996)
- Carpool (1996)
- The Relic (1997)
- Liar Liar (1997)
- I Know What You Did Last Summer (1997)
- Paulie (1998)
- I'll Be Home for Christmas (1998)
- My Favorite Martian (1999)
- Lost & Found (1999)
- Inspector Gadget (1999)
- The Adventures of Elmo in Grouchland (1999)
- End of Days (1999)
- The Replacements (2000)
- Keizer Kuzco (2000)
- See Spot Run (2001)
- Heartbreakers (2001)
- Spy Kids (2001)
- Cats & Dogs (2001)
- The Princess Diaries (2001)
- Jimmy Neutron: Wonderkind (2001)
- Snow Dogs (2002)
- Dragonfly (2002)
- The Scorpion King (2002)
- Spy Kids 2: Island of Lost Dreams (2002)
- The Tuxedo (2002)
- The Hot Chick (2002)
- Most (2003) (Nederlandse titel: De Brug)
- Bruce Almighty (2003)
- Elf (2003)
- Welcome to Mooseport (2004)
- The Passion of the Christ (2004)
- The Whole Ten Yards (2004)
- Raising Helen (2004)
- The Princess Diaries 2: Royal Engagement (2004)
- Christmas with the Kranks (2004)
- The Pacifier (2005)
- Sin City (2005)
- Duma (2005)
- The Adventures of Sharkboy and Lavagirl (2005)
- Dreamer: Inspired by a True Story (2005)
- Chicken Little (2005)
- Zathura: A Space Adventure (2005)
- Cheaper by the Dozen 2 (2005)
- Keeping Up with the Steins (2006)
- The Ant Bully (2006)
- Barnyard (2006)
- Idlewild (2006)
- Everyone's Hero (2006)
- Georgia Rule (2007)
- Evan Almighty (2007)
- Swing Vote (2008)
- Meet Dave (2008)
- My Best Friend's Girl (2008)
- The Stoning of Soraya M. (2008)
- Hotel for Dogs (2009)
- Hannah Montana: The Movie (2009)
- Aliens in the Attic (2009)
- Old Dogs (2009)
- Valentine's Day (2010)
- Iron Man 2 (2010)
- Predators (2010)
- Yogi Bear (2010)
- No Strings Attached (2011)
- The Change-Up (2011)
- Dream House (2011)
- The Double (2011)
- New Year's Eve (2011)
- A Thousand Words (2012)
- The Three Stooges (2012)
- Alex Cross (2012)
- Jobs (2013)
- The Call (2013)
- Draft Day (2014)
- Walk of Shame (2014)
- The Road Within (2014) (themes)
- Stonehearst Asylum (2014)
- The Cobbler (2014)
- The SpongeBob Movie: Sponge Out of Water (2015)
- Broken Horses (2015)
- Careful What You Wish For (2015) (themes)
- The Young Messiah (2016)
- The Jungle Book (2016)
- Mother's Day (2016)
- Ice Age: Collision Course (2016)
- League of Gods (2016)
- Home Again (2017)
- The Greatest Showman (2017)
- 2018: Beirut

## Overige producties

### Televisieseries
- Fame (1985–1987)
- Police Academy: The Series (1988)
- A Pup Named Scooby-Doo (1988–1991)
- The Young Riders (1989–1992)
- SeaQuest DSV (1993)
- The Cape (1996)
- Hatfields & McCoys (miniserie, 2012)
- Bonnie and Clyde (miniserie, 2013)
- Houdini (miniserie, 2014)
- Texas Rising (miniserie, 2015)
- American Odyssey (2015)
- Game of Silence (2016)
- Santa Clarita Diet (2017)
- Young Sheldon (2017)
- The Orville (2017)

### Computerspellen
- Liar (2007)
- De Sims Middeleeuwen (2011)

## Prijzen en nominaties

### Academy Awards
| Jaar | Titel                     | categorie        | Uitslag     |
| ---- | ------------------------- | ---------------- | ----------- |
| 2005 | The Passion of the Christ | Beste filmmuziek | Genomineerd |

### Emmy Awards
| Jaar | Titel              | Categorie                                                                                       | Uitslag     |
| ---- | ------------------ | ----------------------------------------------------------------------------------------------- | ----------- |
| 1990 | The Young Riders   | Beste titelmuziek                                                                               | Genomineerd |
| 1991 | The Young Riders   | Beste compositie voor een televisieserie (dramatische achtergrondmuziek), afl. "Kansas"         | Gewonnen    |
| 1994 | SeaQuest DSV       | Beste titelmuziek                                                                               | Gewonnen    |
| 1997 | The Cape           | Beste compositie voor een televisieserie (dramatische achtergrondmuziek), voor afl. "The Pilot" | Gewonnen    |
| 1997 | The Cape           | Beste titelmuziek, voor afl. "The Pilot"                                                        | Genomineerd |
| 2012 | Hatfields & McCoys | Beste compositie voor een minisrie, film of special (originele dramatische muziek), afl. "1"    | Genomineerd |
| 2015 | Texas Rising       | Beste titelmuziek                                                                               | Genomineerd |

## Hitlijsten

### Albums
| Album met hitnotering(en) in de Vlaamse Ultratop 200 albums | Datum van verschijnen | Datum van binnenkomst | Hoogste positie | Aantal weken | Opmerkingen |
| ----------------------------------------------------------- | --------------------- | --------------------- | --------------- | ------------ | ----------- |
| The Jungle Book                                             | 2016                  | 23-04-2016            | 126             | 3            | soundtrack  |